# Salisbury (circonscription du Parlement britannique)
Pour les articles homonymes, voir Salisbury.
Circonscription parlementaire de la Chambre des communes
La circonscription de Salisbury est une circonscription électorale anglaise située dans le Wiltshire, et représentée à la Chambre des communes du Parlement britannique depuis 2010 par John Glen du Parti conservateur.

## Géographie
La circonscription comprend :
- les villes de Salisbury et Wilton.

## Députés
Les Members of Parliament (MPs) de la circonscription sont :
La circonscription apparu en 1295 et fut représente entre autres par Stephen Fox (1661-1673, 1685-1689 et 1714-1715), Thomas Pitt (1689-1695) et Henry Hoare (1734-1741).
Depuis 1885
| Législature | Années        | Député                       | Député                         | Parti        |
| ----------- | ------------- | ---------------------------- | ------------------------------ | ------------ |
| Salisbury   |               |                              |                                |              |
| 23e         | 1885–1886     |                              | William Grenfell               | Libéral      |
| 24e         | 1886–1892     |                              | Sir Edward Hulse (en)          | Conservateur |
| 25e         | 1892–1895     |                              | Sir Edward Hulse (en)          | Conservateur |
| 26e         | 1895–1897     |                              | Sir Edward Hulse (en)          | Conservateur |
| 26e         | 1897-1890     | Augustus Henry Eden Allhusen |                                | Conservateur |
| 27e         | 1900–1906     | Walter Palmer                |                                | Conservateur |
| 28e         | 1906–1910     |                              | Edward Tennant                 | Libéral      |
| 29e         | 1910–1910     |                              | Godfrey Locker-Lampson         | Conservateur |
| 30e         | 1910–1918     |                              | Godfrey Locker-Lampson         | Conservateur |
| 31e         | 1918–1922     | Hugh Morrison                |                                | Conservateur |
| 32e         | 1922–1923     | Hugh Morrison                |                                | Conservateur |
| 33e         | 1923–1924     |                              | Hugh Lawrence Fletcher Moulton | Libéral      |
| 34e         | 1924–1929     |                              | Hugh Morrison (2)              | Conservateur |
| 35e         | 1929–1931     |                              | Hugh Morrison (2)              | Conservateur |
| 35e         | 1931-1931     | James Despencer-Robertson    |                                | Conservateur |
| 36e         | 1931–1935     | James Despencer-Robertson    |                                | Conservateur |
| 37e         | 1935–1942     | James Despencer-Robertson    |                                | Conservateur |
| 37e         | 1942-1945     | John Morrison                |                                | Conservateur |
| 38e         | 1945–1950     | John Morrison                |                                | Conservateur |
| 39e         | 1950–1951     | John Morrison                |                                | Conservateur |
| 40e         | 1951–1955     | John Morrison                |                                | Conservateur |
| 41e         | 1955–1959     | John Morrison                |                                | Conservateur |
| 42e         | 1959–1964     | John Morrison                |                                | Conservateur |
| 43e         | 1964–1965     | John Morrison                |                                | Conservateur |
| 43e         | 1965-1966     | Michael Hamilton             |                                | Conservateur |
| 44e         | 1966–1970     | Michael Hamilton             |                                | Conservateur |
| 45e         | 1970–1974     | Michael Hamilton             |                                | Conservateur |
| 46e         | 1974–1974     | Michael Hamilton             |                                | Conservateur |
| 47e         | 1974–1979     | Michael Hamilton             |                                | Conservateur |
| 48e         | 1979–1983     | Michael Hamilton             |                                | Conservateur |
| 49e         | 1983–1987     | Robert Key                   |                                | Conservateur |
| 50e         | 1987–1992     | Robert Key                   |                                | Conservateur |
| 51e         | 1992–1997     | Robert Key                   |                                | Conservateur |
| 52e         | 1997–2001     | Robert Key                   |                                | Conservateur |
| 53e         | 2001–2005     | Robert Key                   |                                | Conservateur |
| 54e         | 2005–2010     | Robert Key                   |                                | Conservateur |
| 55e         | 2010–2015     | John Glen                    |                                | Conservateur |
| 56e         | 2015–2017     | John Glen                    |                                | Conservateur |
| 57e         | 2017–2019     | John Glen                    |                                | Conservateur |
| 58e         | 2019-2024     | John Glen                    |                                | Conservateur |
| 59e         | 2024–en cours | John Glen                    |                                | Conservateur |